# Josette (film 1938)
Josette è un film del 1938 diretto da Allan Dwan.
È una commedia statunitense a sfondo poliziesco e musicale con Don Ameche, Simone Simon e Robert Young. È basato sulla commedia teatrale Jo and Josette di Paul Frank e Georg Fraser e su un racconto breve di Ladislaus Vadnai.

## Produzione
Il film, diretto da Allan Dwan su una sceneggiatura di James Edward Grant con il soggetto di Ladislaus Vadnai, Paul Frank e Georg Fraser, fu prodotto da Gene Markey, come produttore associato, per la Twentieth Century Fox Film Corporation e girato nei 20th Century Fox Studios a Century City, Los Angeles, in California dal 20 dicembre 1937 al gennaio 1938. Il titolo di lavorazione fu Jo and Josette.

## Colonna sonora
- May I Drop a Petal in Your Glass of Wine? - parole di Mack Gordon, musica di Harry Revel
- In Any Language It's Love - parole di Mack Gordon, musica di Harry Revel
- Where in the World - parole di Mack Gordon, musica di Harry Revel

## Distribuzione
Il film fu distribuito negli Stati Uniti dal 3 giugno 1938 al cinema dalla Twentieth Century Fox Film Corporation.
Altre distribuzioni:
- in Francia il 3 agosto 1938 (Josette et compagnie)
- in Finlandia il 2 ottobre 1938 (Josette)
- in Portogallo il 9 novembre 1938 (A Falsa Josette)
- in Danimarca il 18 gennaio 1939 (Josette og co.)
- in Austria (Josette)
- in Brasile (Josette)
- in Cecoslovacchia (Josette)
- in Germania (Josette)
- in Polonia (Josette)
- in Grecia (Josette kai sia)

## Promozione
La tagline è: "Voila! It's the oo-la-laughingest escapade in the History of Love! Gayer than a Mardi Gras... and merry with Gordon and Revel's latest songs !".